# Paola Cagnoni
Paola Cagnoni (Padova, 7 agosto 1940 – Padova, 29 giugno 2004) è stata un'orientalista e iamatologa italiana, studiosa di letteratura e teatro giapponesi.

## Biografia
Dal 1972 al 2002 insegnò Lingua e letteratura giapponese e Storia del teatro dello spettacolo (Giappone) presso l'Università "Ca' Foscari" di Venezia, applicando metodi sperimentali ai suoi corsi, volti a superare il tradizionalismo accademico.
Nel 1973 fu tra i soci fondatori dell'Associazione Italiana per gli Studi Giapponesi (AISTUGIA).
Le sue ricerche si caratterizzano per un background teorico strettamente legato al pensiero francese strutturalista e poststrutturalista degli anni Sessanta e Settanta e alla semiotica, e si concentrarono soprattutto sul teatro giapponese, e in particolar modo sul Nō, di cui diede un originale e innovativo schema di lettura. Tra i suoi contributi più significativi in questo campo, il saggio Proposta di analisi strutturale del teatro Nō (1979).
Morì nel 2004. Nel 2006 il suo fondo librario è stato donato alla biblioteca del Dipartimento di Studi sull'Asia Orientale dell'Università Ca' Foscari di Venezia. Con le sue 322 monografie (193 delle quali in giapponese) costituisce uno dei fondi più importanti in Italia su questo argomento.

## Opere
- Paola Cagnoni (a cura di Bonaventura Ruperti), Scritti sul teatro giapponese, Venezia, Cafoscarina, 2006.
- Paola Cagnoni, Note sulle origini e sulla funzione della maschera nel dramma giapponese antico, in Il Giappone anno 6, Roma 1960.
- Paola Cagnoni, Introduzione alla trattatistica di Zeami, in Il Giappone anno 7, Roma 1967.